# Viburnum propinquum
Viburnum propinquum är en desmeknoppsväxtart som beskrevs av William Botting Hemsley. Viburnum propinquum ingår i släktet olvonsläktet, och familjen desmeknoppsväxter. Utöver nominatformen finns också underarten V. p. mairei.

## Bildgalleri

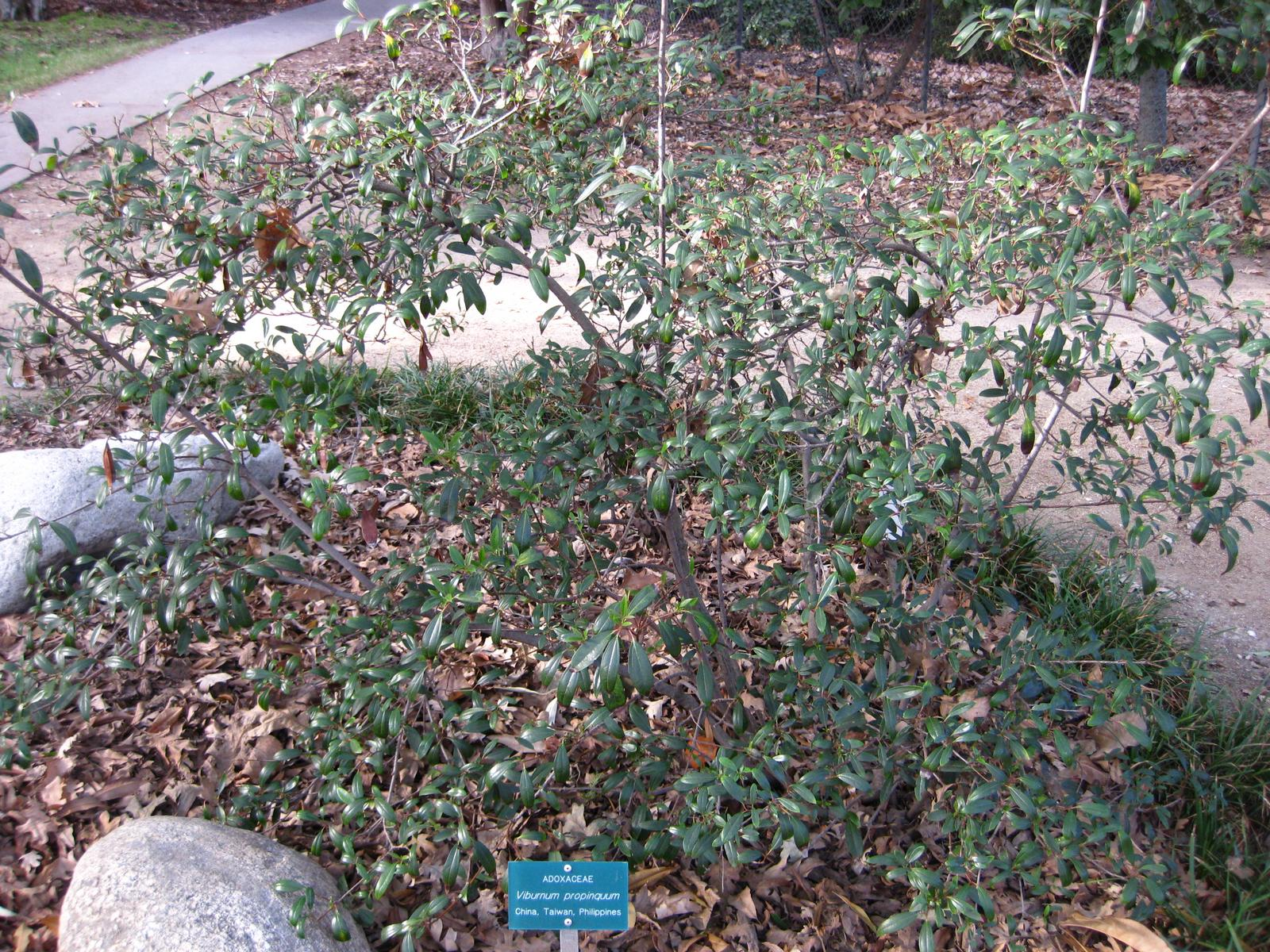